# İlbistanlı, Kadirli
İlbistanlı là một xã thuộc huyện Kadirli, tỉnh Osmaniye, Thổ Nhĩ Kỳ. Dân số thời điểm năm 2010 là 1684 người.